# Реактивност
Реактивността е химично свойство на веществата, което показва скоростта, с която веществото реагира с химическа реакция. Въпреки че реактивността зависи също от структурата на материала, например от неговата повърхност площ, неговата форма (кристална или некристална) и нивата на замърсяване, реактивността е главно характеристика на атомната структура на материала.